# Çakıllıpınar, Akçadağ
Çakıllıpınar là một xã thuộc huyện Akçadağ, tỉnh Malatya, Thổ Nhĩ Kỳ. Dân số thời điểm năm 2011 là 124 người.